# Oligomyrmex mjobergi
Oligomyrmex mjobergi är en myrart som beskrevs av Auguste-Henri Forel 1915. Oligomyrmex mjobergi ingår i släktet Oligomyrmex och familjen myror. Inga underarter finns listade i Catalogue of Life.